# 重金属
重金属（じゅうきんぞく、英語：heavy metals）とは、比重が4以上の金属のことである。一般的には鉄以上の比重を持つ金属の総称。対語は軽金属。基本的には、アルカリ金属とアルカリ土類金属を除くほとんどの金属が重金属に該当する。銅や鉛のような製錬が技術的に容易な金属が重金属であったため、人類の歴史上、比較的早くから用いられた。
重金属という分類は比重のみによる分類のため、非常に雑多な化学的性質・物理的性質を持った金属の寄せ集めである。このため、工業的に大量生産・消費される金属や、レアメタルなど産業上重要な価値を持つ金属、生物に必須の金属や逆に毒性の強い金属など、その内容は非常に多様である。

## 代表的な重金属
鉄(Fe)、鉛(Pb)、金(Au)、白金(Pt)、銀(Ag)、銅(Cu)、クロム(Cr)、カドミウム(Cd)、水銀(Hg)、亜鉛(Zn)、ヒ素(As)、マンガン(Mn)、コバルト(Co)、ニッケル(Ni)、モリブデン(Mo)、タングステン(W)、錫(Sn)、ビスマス(Bi)、ウラン(U)、プルトニウム(Pu)などが代表的な重金属である。
ただし、金、銀、白金族元素などは重金属というよりも貴金属として別枠で扱う傾向にある。これは他の重金属と比較して単位あたりの価格が非常に高いこと、またイオンとして溶け出すことが少ないためである。また、ウランやプルトニウム等の放射性元素も貴金属同様重金属とは別枠で扱う傾向にある。これは化学的毒性より放射能による毒性の方がより問題になることと、原子力関連以外の用途があまりないためである。

## 重金属の利用
重金属の主な利用については、それぞれの元素名の項目を参照。

## 重金属の体内への利用と公害
自然界にも重金属は低濃度ながら存在し、いくつかは必須元素のうちのミネラルとして認知されている。これ以外にもセレンは一部のタンパク質に含まれており、バリウムの硫酸塩は体に吸収されず排出されるため造影剤として利用されている。また微量なビスマスや金が薬品として使われることがある。
古来から顔料として使用されていたものの中には鉛白や丹など重金属を含む物が多く、薬として服用もされていた。
しかしいずれも過剰な摂取は生体機能を安定に保てなくなり中毒性を示す。特に、酸やアルカリと反応しやすい重金属は毒性が強い傾向がある。強毒性を示す炭素と結合する水銀（有機水銀）やカドミウムなどがよく知られるが、錫や鉛の有機化合物、テルルなどにも毒性がある。放射能を持つ（≒放射性物質である）ウランは酸に反応してイオン化し環境に流出してしまう。
20世紀に入ってからは鉱工業が隆盛し、土壌、大気、利水などへ大量に放出された。これにより重金属を食物や吸気から必須量以上に大量に体内に蓄積しまうことが原因で、生体機能に重度の障害を引き起こす公害病が多発するようになった。これらはいわゆる鉱毒と言われるが、鉱石に含まれる硫黄、ヒ素、リン、クロムなどが精錬の過程でガスや廃液として放出され、これが直接の原因であることもある。
毒である認識がないまま工業的に大量生産され公害となった例は多い。第二次世界大戦後には殺虫剤として有機水銀化合物が大量に製造・使用されていた。顔料の鉛白は化粧品として流行した。逆に毒であるという誤解を生んだ例もある。緑色の顔料として19世紀に開発された花緑青は銅を含むが同時に有毒な亜ヒ酸を含み、これが大量に出回って多くの死者が出た。このことが、後に発生した足尾鉱毒事件などもきっかけとして、銅に発生する緑青は猛毒という根強い誤解を生んでいる。
重金属鉱山では、比重が大きい重金属は鉱滓ダムなどで沈殿させることで環境流出をかなり低下させることができる。しかし、採掘が不採算となったり、戦後に発生した公害訴訟による多額の債務弁済で廃坑・閉山・倒産となると、鉱滓の多くは客土などの簡易的な処理をしたままになり、これが長期間の風雨や地震で再び露出し、残存していた重金属が流れ出すなど、問題になっている。ほとんどの鉱山は山深い山村にあるため、金属メーカの管理を離れた後ではその管理処分が、廃坑のある地域を属する地方自治体の行財政を圧迫する。
なお、人体には体内に過剰に取り込んでしまった重金属を毛髪に蓄積して排出するシステムを備えていることが確認されている。

### 主な重金属の中毒性
- 水銀中毒
- ヒ素中毒
- 鉛中毒
- マンガン中毒

## 排泄
カドミウムでは糞中に92-98%排出されるとする資料がある。
上述の通り糞以外は主要な排出経路ではない可能性があるが、汗と尿を比較した場合、赤外線サウナで10人、蒸しサウナで7人、残りは運動で汗をかいた合計20人での重金属の調査では、カドミウムで尿の約11倍、ニッケルで約14倍、鉛で約16倍、ビスマスで約18.5倍、アルミで約5.5倍、尿からよりも汗からの排泄量のほうがはるかに上回っている。汗中の重金属の排泄では2012年の調査で24研究が見つかり、ヒ素では血液中より汗の方が多いがそれより尿からの排泄が多く、カドミウムでは尿より汗からの方が排泄されており、鉛や水銀も比較的多い割合で汗からも排泄されており、この排泄経路は特に腎臓障害で尿から排泄できない場合に重要になる。サウナは汗中の鉛の排泄量を増加させたという研究がある。
定期的な運動を行っているほうが重金属の蓄積量は少ない。